# Ornithorhynchidae
Os ornitorrinquídeos (Ornithorhynchidae) constituem uma família da ordem Monotremata. Contém três gêneros, dois extintos e um recente.

## Classificação
- Família Ornithorhynchidae Gray, 1825
  - Gênero Ornithorhynchus Blumenbach, 1800
    - Ornithorhynchus anatinus (Shaw, 1799)
    - †Ornithorhynchus maximus Dunn, 1895 (a)

  - Gênero †Obdurodon Woodburne e Tedford, 1975
    - †Obdurodon dicksoni Archer, Jenkins, Hand, Murray e Godthelp, 1984
    - †Obdurodon insignis Woodburne e Tedford, 1975

  - Gênero †Monotrematum Pascual, Archer, Juareguizar, Prado, Godthelp e Hand, 1992
    - †Monotrematum sudamericanum Pascual, Archer, Juareguizar, Prado, Godthelp e Hand, 1992 (b)